# Tônlé Basăk
Tônlé Basăk – rzeka w Indochinach, odpływ jeziora Tonle Sap (Kambodża) do Morza Południowochińskiego. Wypływa z jeziora jako Tônlé Sab, na wysokości Phnom Penh łączy się z Mekongiem, i dalej, jako odnoga Mekongu Tônlé Basăk, dopływa do granicy z Wietnamem w okolicy miasta Châu Đốc. W Wietnamie jest nazywana Hậu (wiet. Hậu Giang).